# رباط المجاهدين
رباط المجاهدين هو حصنٌ أثريٌّ يقعُ في جماعةِ الحوزية التابعة لدائرة آزمور في إقليم الجديدة المغربيّ. شُيِّدَ ليُشَكِّلَ نقطةَ رباطِ جيوشِ السلطانِ محمدِ بن عبد الله في معاركِها ضد البرتغاليينَ المحتلينَ للبريجة (الجديدة حاليًا). عُرِفَ أيضًا بالْفَحْصِ الزَّمُّورِيِّ نسبةً لمدينةِ آزَمُّور. يقعُ بجوارِ هذا الحصنِ دُوَّارُ المناصرة، الذي يُدعَى أيضًا دوارَ المجاهدين، ويُسَمِّي أهلُ هذا الدوارِ الحصنَ مدينةَ المجاهدين.